# Rufus King
Rufus King, född 24 mars 1755 i Scarborough, Massachusetts (numera i Maine), död 29 april 1827 i Queens (numera i New York City), var en amerikansk politiker och diplomat. Han var en av de två första ledamöterna av USA:s senat från delstaten New York.
Han var ledamot av kontinentala kongressen 1784-1787. Han var delegat från Massachusetts till 1787 års konstitutionskonvent. Han lydde Alexander Hamiltons råd och flyttade till New York. När delstaten New Yorks lagstiftande församling inte kunde komma överens om vem som skulle bli delstatens andra ledamot av USA:s senat i den första kongressen, föreslog guvernör George Clinton Rufus King som en kompromisskandidat. King representerade New York i senaten 1789-1796 och 1813-1825.
Han var USA:s minister i Storbritannien 1796-1803 och 1825-1826. Han var Federalistpartiets vicepresidentkandidat 1804 och 1808. I presidentvalet i USA 1816 var han federalisternas presidentkandidat. Demokrat-republikanen James Monroe vann valet med 183 elektorsröster mot 34 för Rufus King.